# Arhopalus cubensis
Arhopalus cubensis là một loài bọ cánh cứng trong họ Cerambycidae.